# Più che altro un varietà
Più che altro un varietà è stato un programma televisivo italiano di genere varietà andato in onda in una edizione e quattro puntate dal 9 al 30 ottobre 1975 sul Secondo Programma della Rai.

## Caratteristiche
Scritto da Leo Chiosso, con la regia di Piero Turchetti e la direzione orchestrale di Puccio Roelens il varietà, che andava in onda in prima serata alle 21:00 dal Centro di produzione Rai di Torino, fu l'esordio di Gianfranco Funari come conduttore televisivo, coadiuvato da Minnie Minoprio e, come ospiti fissi, il Quartetto Cetra e il gruppo femminile statunitense Love Machine, composto da sette elementi.
Il varietà, di struttura tradizionale, aveva una scenografia a forma di tendone teatrale di tonalità scura sul quale erano disegnate delle stelle, con una serie di luci verticali e orizzontali che seguivano rispettivamente il drappeggio delle tende e il pavimento del palcoscenico.
In ogni puntata il conduttore recitava due monologhi, Minnie Minoprio eseguiva dei balletti, il Quartetto Cetra interpretava una fantasia musicale e un brano portato al successo da altri artisti. Allo spettacolo partecipavano inoltre prestigiatori, giocolieri e c'era inoltre uno spazio dedicato ai solisti musicali: ad esempio, alla prima puntata partecipò Hengel Gualdi.

## Sigla
La sigla di chiusura del programma, L'uomo, è cantata da Minnie Minoprio. Alcuni sketch del programma furono riproposti nelle puntate di Techetechete'. La piattaforma Rai Play non ha ancora reso disponibili in streaming le puntate integrali.